# Seringas Compartilhadas Vol. 2 (Concertos para Fagote Solo, em Sí Bemol)
Seringas Compartilhadas Vol. 2 (Concertos para Fagote Solo, em Sí Bemol) é o álbum de estreia da banda brasileira U.D.R., lançado em 2003.
A obra reúne as primeiras músicas da banda, como "Bonde da Orgia de Travecos", "Vômito Podraço", "Dança do Pentagrama Invertido" e "Bonde de Jesus", trazendo, com humor negro, temas que seriam recorrentes na obra do conjunto, como satanismo, transexualidade e uso abusivo de drogas.
A canção "Bonde da Orgia de Travecos" tornou-se o maior sucesso do grupo e foi lançada como single em 2008, época em que o grupo fez o seu primeiro show internacional.

## Faixas
| N.º | Título                          | Duração |  |
| 1.  | "O Evangelho Segundo Serguei"   | 5:03    |  |
| 2.  | "Bonde de Jesus"                | 4:16    |  |
| 3.  | "Dança do Pentagrama Invertido" | 1:59    |  |
| 4.  | "Bonde da Mutilação"            | 1:42    |  |
| 5.  | "Bonde da Depressão"            | 3:08    |  |
| 6.  | "Vômito Podraço"                | 4:07    |  |
| 7.  | "Bonde do Amor Incondicional"   | 3:54    |  |
| 8.  | "Bonde da Orgia de Travecos"    | 2:10    |  |
| 9.  | "Bonde do Aleijado"             | 2:40    |  |